# Nizam-i Djédid

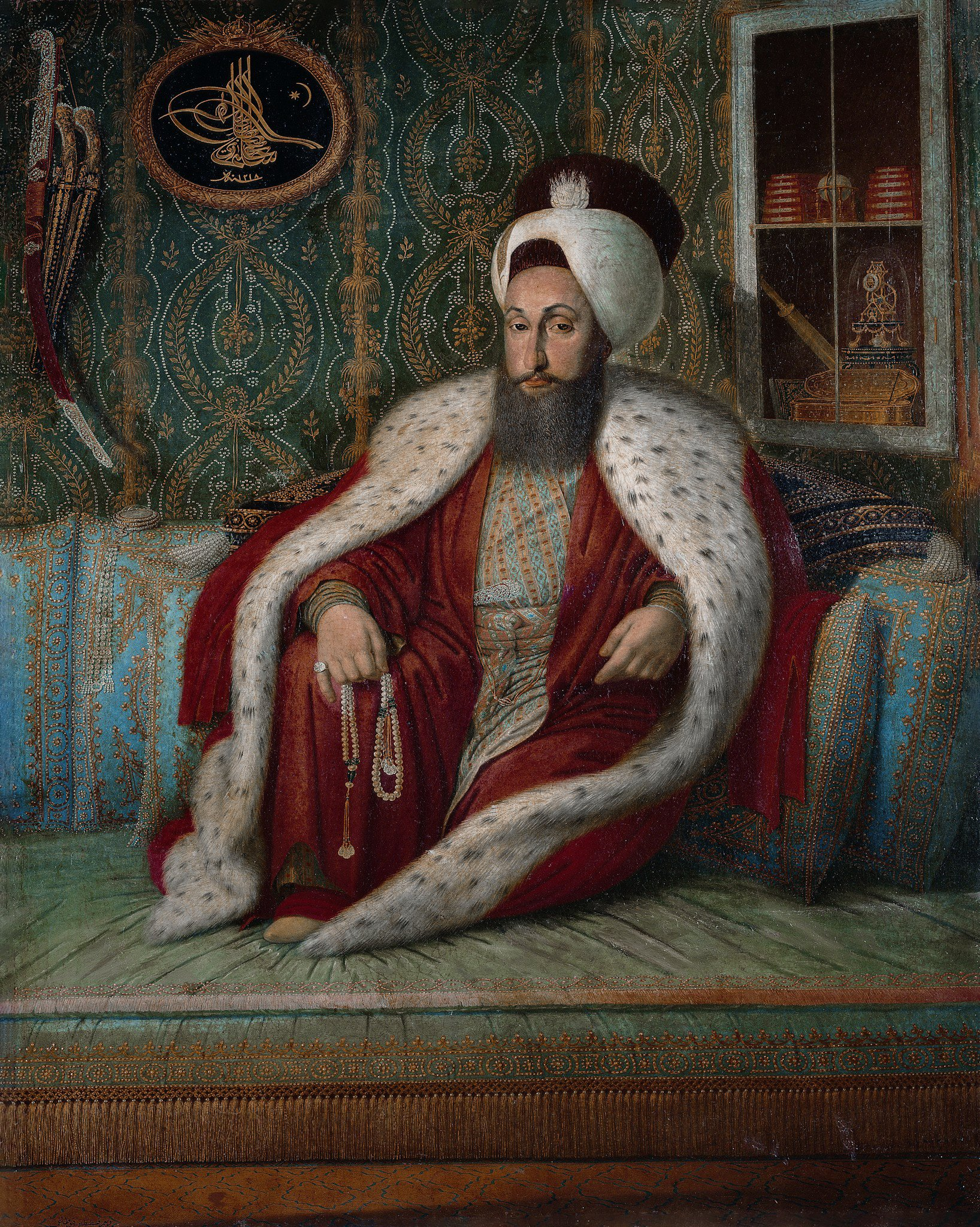
Le sultan Sélim III, à l'origine des réformes des Nizami Djédid.

Les Nizami Djédid (du persan Nezām-e Jadīd, signifiant « le Nouvel Ordre ») furent une série de réformes ordonnées par le sultan ottoman Sélim III durant la fin du XVIIIe et le début du XIXe siècle, afin de rattraper le retard militaire et politique pris par rapport aux puissances occidentales.

## Historique du concept
Le terme apparaît sous la plume d’Ibrahim Mütefferrika (1674-1745). Il nomme huit retards : la non-application des lois, l’injustice, l’occupation des fonctions étatiques par des individus incompétents, l’ignorance des nouvelles technologies militaires, le manque de discipline dans l’armée, les pots-de-vin, les abus dans la trésorerie publique et l’ignorance du monde extérieur.

## Mise en place des réformes
Ces réformes incluaient la conscription, de nouveaux impôts, de nouvelles catégories légales et une structure territoriale basée sur une définition stricte des régions et une centralisation administrative. Ce terme est aussi utilisé pour désigner la nouvelle armée régulière établie conformément au programme de réforme.
La campagne d'Égypte menée par le général Bonaparte entre 1798 et 1801 et les guerres napoléoniennes influencèrent le sultan quant à sa décision de moderniser l'armée ottomane, qui était devenue désuète par rapport aux armées d'Europe de l'Ouest en termes d'organisation, d'avancée technologique, d'entraînement et de tactique.
Les réformes entreprises par Sélim III, qui régna de 1789 à 1807, ont été améliorées par ses successeurs, les sultans Mahmoud II et Abdülmecid Ier, culminant lors des Tanzimat (en Turc ottoman « réorganisation »), qui modernisa la majorité des structures de l'État ottoman. Entre 1829 et 1855, la nouvelle armée fut constamment améliorée sous l'autorité de conseillers militaires. Les troupes du Nizami Djédid ont été équipées d'uniformes de style européen et instruites selon les principes tactiques occidentaux.